# 청소제 수용체
청소제 수용체(영어: scavenger receptor) 또는 스캐빈저 수용체는 세포 표면 수용체의 크고 다양한 수용체가 속한 슈퍼패밀리이다. 브라운 박사(Drs. Brown)와 골드스타인(Goldstein) 박사가 1970년에 처음 기록하였다. 청소제 수용체는 구조가 변화한 저밀도 지질 단백질(LDL)에 결합하여 제거하는 능력으로 정의된다. 오늘날 청소제 수용체는 항상성, 세포자멸사, 염증성 질환, 병원체 제거와 같은 광범위한 과정에 관여하는 것으로 알려져 있다. 청소제 수용체는 주로 골수세포에서 발현된다. 그 외에도 수많은 리간드, 주로 병원체 연관 분자유형(PAMP)이나 내인성의 변형된 숙주 분자(DAMP)에 결합하고 제거시키는 기타 세포에서 발견된다. 간의 쿠퍼세포는 특히 SR-A I, SR-A II, MARCO와 같은 청소제 수용체를 풍부하게 가지고 있다.

## 기능
청소제 수용체 슈퍼패밀리는 광범위한 공통의 리간드를 인식하고 리간드에 결합하는 능력으로 정의된다. 이러한 리간드에는 지질 단백질, 세포자멸사 중인 세포, 콜레스테릴 에스터, 인지질, 프로테오글리칸, 페리틴, 탄수화물과 같은 다중 음이온성 리간드가 있다. 이렇게 넓은 범위의 리간드를 인식할 수 있으므로, 청소제 수용체가 항상성 유지와 질병 퇴치에서 중요한 역할을 할 수 있도록 한다. 청소제 수용체는 다양한 PAMP와 DAMP를 인식하여 이런 넓은 인식 범위를 가질 수 있다. 인식 이후에는 PAMP를 인식했다면 병원체를 제거하고, DAMP를 인식했다면 세포자멸사된 세포, 자가 반응성 항원, 산화 스트레스로 인한 생성물을 제거한다.
죽상경화증 병변에서 원형질막에 청소제 수용체를 발현하는 대식세포는 혈관벽에 침착된 산화된 LDL을 공격적으로 흡수하여 거품세포로 발달한다. 거품세포 역시 다양한 염증성 사이토카인을 분비하고 죽상동맥경화증의 발병을 촉진한다.

## 유형

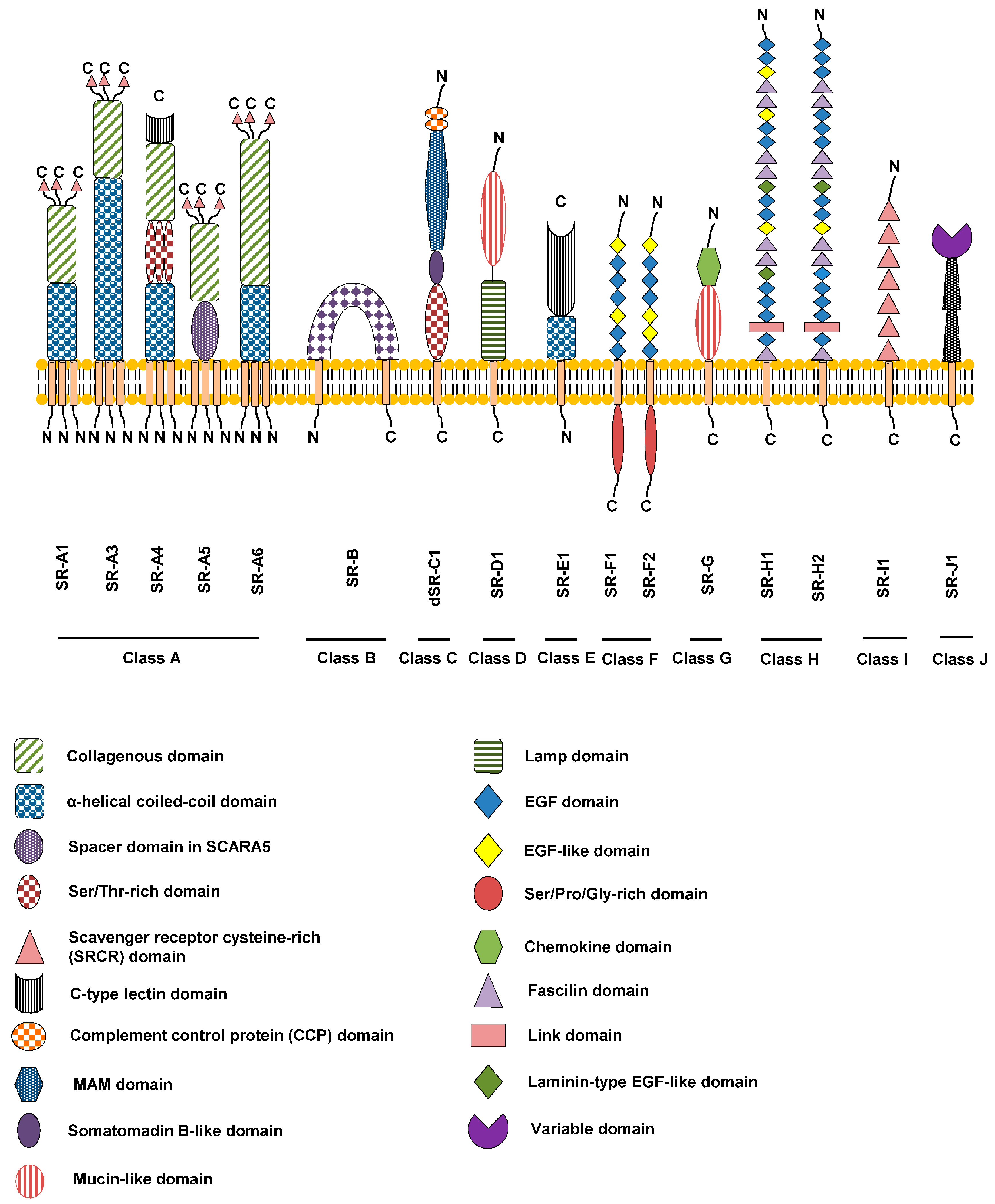
청소제 수용체 슈퍼패밀리의 도식. 클래스 AJ는 해당 도메인과 함께 표시되어 있다. C를 제외한 모든 클래스에는 포유류 상동성이 있다.

청소제 수용체는 매우 다양하기 때문에 A부터 L까지 다양한 클래스로 구성된다. 이런 분류는 구조적 특성을 기준으로 한다. 청소제 수용체에 대한 다양성과 지속적인 연구로 인해 공식적으로 승인된 명명법은 부족하며, 연구자마다 서로 다른 이름으로 설명하고 있다. 2014년에 공식적으로 인정되지는 않았지만 일부 연구자들에 의해 사용된 새로운 명명법이 제안되었다.
- 클래스 A는 분자량이 약 80kDa이고 삼량체를 만드는 단백질로 대식세포에서 주로 발현된다. 1) 세포질 도메인, 2) 막관통 도메인, 3) 스페이서 도메인, 4) 알파 나선형 코일드 코일 도메인, 5) 콜라겐 유사 도메인 6) 시스테인이 풍부한 도메인으로 구성된다.[7]
- 클래스 B에는 두 개의 막관통 도메인이 있다.
- 클래스 C는 N 말단이 세포 바깥쪽에 위치한 막관통 단백질이다.

### 클래스 A
클래스 A 수용체는 리간드 결합을 위해 콜라겐 유사 도메인을 사용하는 막 단백질이다.
클래스 A의 구성원에는 다음과 같은 수용체들이 있다. 제1형 청소제 수용체(SR-A1)는 분자량이 약 220-250kDa인 삼량체이다. 단량체 단백질의 분자량은 약 80kDa이다. 이 수용체는 아실화된 LDL(acLDL)이나 산화된 LDL(oxLDL) 같은 변형된 LDL에 우선적으로 결합한다. 기타 결합할 수 있는 리간드에는 아밀로이드 베타, 열충격단백질, 그람 양성과 그람 음성 세균의 표면 분자, C형 간염 바이러스가 있다.
- SCARA1 또는 MSR1(SR-A1): 대식세포 외에도 혈관 평활근 세포나 내피 조직에서 발견할 수 있다. 산화 스트레스로 인해 내피 조직에서 MSR1 수가 늘어날 수 있다.
- SCARA2 또는 MARCO(SR-A6): 복막, 림프절, 간, 비장의 특정 영역에 있는 대식세포에서만 발견된다. 세균이나 세균이 생성한 지질다당류(LPS)는 SR-A6 발현을 자극한다. SR-A6은 변형된 LDL과는 결합할 수 없다.
- SCARA3, MSRL1 또는 APC7(SR-A3): 활성 산소종(ROS)에서 세포를 보호하는 데 중요한 역할을 한다.
- SCARA4 또는 COLEC12(SR-A4): 혈관 내피 세포에서 산화로 인해 변형된 LDL을 인식하고, 탐식하여 파괴하기 위한 수용체로 작용한다.
- SCARA5 또는 TESR(SR-A5): 폐, 태반, 창자, 심장, 상피 조직과 같은 다양한 조직에 위치하며 세균에 대해 높은 친화성을 갖지만 변형된 LDL에 대해서는 그렇지 않다.

### 클래스 B
CD36이나 청소제 수용체 클래스 BI(SCARB1)은 산화된 LDL 수용체를 암호화하는 유전자를 통해 확인되며 청소제 수용체 클래스 B(SR-B)로 분류된다. 두 단백질 모두 세포밖 루프가 있는 두 개의 막관통 도메인을 가지고 있으며 원형질막의 특이적인 마이크로도메인인 카베올라에 집중되어 있다.
클래스 B의 구성원은 다음과 같다.
- SCARB1 또는 CD36L1(SR-B1): 산화된 LDL뿐 아니라 정상 LDL이나 고밀도 지질단백질(HDL)과도 상호작용할 수 있으며 이들을 세포로 수송하는 데에 중요한 역할을 한다. 최근 연구에 따르면 SR-B1은 마우스와 인간의 HDL 대사에 관여하는 주요 수용체일 가능성이 있다.[8][9] SR-B1은 LDL이나 HDL 외에도 바이러스와 세균에 결합한다. SR-B1은 간세포, 스테로이드 생산 세포, 동맥벽의 세포나 대식세포에 존재한다. SR-B1 돌연변이는 생식력과 선천면역 반응에 부정적인 영향을 미치고 죽상동맥경화증 발병을 증가시킨다.
- SCARB2
- SCARB3 또는 CD36(SR-B2): 세포 부착, 혈관 발달, 세포자멸사된 세포의 식작용, 긴사슬 지방산의 대사에 관련된 것으로 여겨진다. 또한 CD36은 세균, 진균, 말라리아원충으로부터 숙주를 보호하며 대식세포의 이동과 신호 전달에 크게 관여하는 것으로 드러났다. 죽상동맥경화증 실험 쥐 모델에서 CD36 유전자가 결실된 쥐는 죽상경화증 병변의 수가 크게 감소했다.[10] CD36은 인슐린 반응성 세포, 혈소판, 단핵구, 대식세포와 같은 조혈계의 세포, 내피세포, 유방과 눈의 특수 상피 세포에서 찾을 수 있다.

### 기타
산화된 LDL에 결합할 수 있는 다른 일부 수용체가 발견되었다.
- CD68이나 CD68의 마우스 상동체인 매크로시알린(macrosialin)은 독특한 N 말단 뮤신 유사 도메인을 가지고 있다.
- 뮤신은 단백질과 공유 결합된 다당류로 구성된, 자연적으로 발생하는 점성을 가진 물질이다. 많은 낫토나 오크라에서 발견된다. 초파리 클래스 C 청소제 수용체(dSR-C1)도 뮤신과 유사한 구조를 가지고 있다.
- 렉틴 유사 산화 LDL 수용체-1(LOX-1)은 대동맥의 내피 세포에서 분리되었다. 이후 대식세포와 동맥 혈관의 평활근 세포에서도 발견되었다. LOX-1의 발현은 염증성 자극에 의해 유도되므로 LOX-1은 동맥경화 병변의 발달에 관여하는 것으로 여겨진다.[11]